# 1984-es bajnokcsapatok Európa-kupája-döntő
Az 1984-es bajnokcsapatok Európa-kupája-döntőben, a BEK 29. döntőjében az angol Liverpool, és az olasz AS Roma mérkőzött a római Olimpiai Stadionban. A mérkőzést a hosszabbítás után, tizenegyesekkel a Liverpool nyerte.
Az angol csapat részt vehetett az 1984-es UEFA-szuperkupa döntőjében.

## A mérkőzés
| 1984. május 30. |

| Liverpool                       | 1–1 (h. u.)     | Roma                                  |
| ------------------------------- | --------------- | ------------------------------------- |
| Neal 13'                        | (1–1, 1–1, 1–1) | Pruzzo 42'                            |
| Büntetőpárbaj                   |                 |                                       |
| Nicol Neal Souness Rush Kennedy | 4–2             | Di Bartolomei Conti Righetti Graziani |

| Olimpiai Stadion, Róma Nézőszám: 69 693 Játékvezető: Erik Fredriksson (svéd) |

| Liverpool | Roma |

| LIVERPOOL:  |    |                  |  |     |
|             |    |                  |  |     |
| GK          | 1  | Bruce Grobbelaar |  |     |
| RB          | 2  | Phil Neal        |  |     |
| LB          | 3  | Alan Kennedy     |  |     |
| CB          | 4  | Mark Lawrenson   |  |     |
| LM          | 5  | Ronnie Whelan    |  |     |
| CB          | 6  | Alan Hansen      |  |     |
| SS          | 7  | Kenny Dalglish   |  | 94' |
| RM          | 8  | Sammy Lee        |  |     |
| CF          | 9  | Ian Rush         |  |     |
| CM          | 10 | Craig Johnston   |  | 72' |
| CM          | 11 | Graeme Souness   |  |     |
| Cserék:     |    |                  |  |     |
| FW          | 12 | Michael Robinson |  | 94' |
| GK          | 13 | Bob Bolder       |  |     |
| DF          | 14 | Steve Nicol      |  | 72' |
| FW          | 15 | David Hodgson    |  |     |
| DF          | 16 | Gary Gillespie   |  |     |
| Vezetőedző: |    |                  |  |     |
| Joe Fagan   |    |                  |  |     |

| ROMA:         |    |                        |      |      |
|               |    |                        |      |      |
| GK            | 1  | Franco Tancredi        |      |      |
| RB            | 2  | Michele Nappi          |      |      |
| CB            | 3  | Sebastiano Nela        |      |      |
| CB            | 4  | Ubaldo Righetti        |      |      |
| CM            | 5  | Paulo Roberto Falcão   |      |      |
| LB            | 6  | Dario Bonetti          |      |      |
| SS            | 7  | Bruno Conti            |      |      |
| CM            | 8  | Toninho Cerezo         |      | 115' |
| CF            | 9  | Roberto Pruzzo         |      | 64'  |
| DM            | 10 | Agostino Di Bartolomei | 115' |      |
| CF            | 11 | Francesco Graziani     |      |      |
| Cserék:       |    |                        |      |      |
| GK            | 12 | Astutillo Malgioglio   |      |      |
| DF            | 13 | Emidio Oddi            |      |      |
| MF            | 14 | Mark Tullio Strukelj   |      | 115' |
| FW            | 15 | Odoacre Chierico       |      | 64'  |
| FW            | 16 | Francesco Vincenzi     |      |      |
| Vezetőedző:   |    |                        |      |      |
| Nils Liedholm |    |                        |      |      |

| Az 1983–84-es bajnokcsapatok Európa-kupájának győztese |
| Liverpool 4. cím                                       |
| ← 1982–83 Hamburg                                      |
| Juventus 1984–85 →                                     |

## Lásd még
- 1983–1984-es kupagyőztesek Európa-kupája
- 1983–1984-es UEFA-kupa
- 1984-es UEFA-szuperkupa